# Кохання з перешкодами
«Кохання з перешкодами» (фр. Un bonheur n'arrive jamais seul, дослівно: «Щастя ніколи не приходить одне») — французька романтична комедія 2012 року. Це історія про те, як безтурботне гедоністичне життя талановитого джазового музиканта переривається, коли він зустрічає Жінку. У головних ролях Софі Марсо та Ґад Ельмалех. Режисер — Джеймс Гат, він також, разом з Сонею Шіліто, написав сценарій до фільму.

## Сюжет
Це історія про двох людей з радикально різними поглядами на стосунки між чоловіками й жінками. Він, Саша Келлер, живе музикою, нічними клубами, боїться появи дітей у своєму житті та не визнає дівчат, старших 29 років. Проте з тими, хто молодші цього віку, він залюбки проводить весь свій нічний (та й денний) час.
Вона, Шарлотта, мати трьох дітлахів, що встигла двічі вийти заміж (до того ж, один з її чоловіків був клієнтом боса Саші), розчарувалася в чоловіках й переконана, що втретє на ті самі граблі не наступить.
Супроти здорового глузду ці двоє зустрічаються. Хто зна, що з цього вийде?..

## В ролях
| Актор(ка)           |   | Роль            |
| ------------------- | - | --------------- |
| Софі Марсо          | … | Шарлотта Поше   |
| Ґад Ельмалех        | … | Саша Келлер'    |
| Моріс Бартелемі     | … | Лоран Хелева    |
| Франсуа Берлеан     | … | Алан Поше       |
| Майкл Абітебул      | … | Ліонел Ронсін   |
| Джулі-Енн Рот       | … | Кріс Тамалет    |
| Маша Меріль         | … | Фанфан Келлер   |
| Франсуа Вінчентеллі | … | Сезар Ренадьє   |
| Тімео Лілу          | … | Леонард         |
| Береніс Марло       | … | коханка Лорана' |